# Новокулево
Но́воку́лево (рос. Новокулево, башк. Яңы Күл) — село у складі Нурімановського району Башкортостану, Росія. Адміністративний центр Новокулевської сільської ради.
Населення — 1465 осіб (2010; 1398 у 2002).
Національний склад:
- башкири — 90 %